# Christian Neuling
Christian Neuling (* 18. September 1943 in Neudamm, Landkreis Königsberg Nm.) ist ein deutscher Unternehmer und Politiker der CDU. 

## Leben
Nach dem Abitur 1962 studierte Neuling an der TU Berlin Wirtschaftsingenieurwesen und schloss sein Studium 1969 als Diplom-Ingenieur ab. Während des Studiums absolvierte Neuling verschiedene technische und kaufmännische Praktika bei Firmen in München, Frankfurt am Main und Paris. Mittels Doktoranden-Stipendien des DAAD und der Konrad-Adenauer-Stiftung konnte Neuling sein Studium finanzieren, so auch 1970/71 am Massachusetts Institute of Technology (MIT). Im Februar 1972 erfolgte seine Promotion zum Dr. rer. pol., und im März übernahm er die Geschäftsführung der von seinem Vater gegründeten Firma Paul Neuling Mineralölwerke – Chemische Fabrik KG, die er in den Folgejahren sanierte. Die Unternehmensgruppe war in der Schmierstoffherstellung und Sonderabfallbeseitigung sowie mit dem Handel von Kraftstoffen, Heizöl und Chemikalien tätig. Ein Einstieg in den Pharmahandel über die Diagnostika GmbH war nach zwei Jahren beendet worden.

## Mitgliedschaften, Aktivitäten und Mandate
Neuling ist seit 1967 Mitglied in der K.St.V. Unitas-Breslau im KV zu Köln und gründete im selben Jahr die Unabhängige Aktionsgemeinschaft UAG an der TU Berlin. Er war langjähriges Mitglied im Beirat des UNITI Bundesverband Mittelständischer Mineralölunternehmen e.V., Hamburg, sowie der Vorsitzende von dessen Landesgruppe Berlin.
Neuling ist seit 1973 Mitglied der CDU Berlin und war vielfach auf Orts-, Kreis- und Landesverbandsebene tätig. Von 1979 bis 1987 war er Mitglied der CDU-Fraktion im Abgeordnetenhaus von Berlin und dort seit 1985 stellvertretender Fraktionsvorsitzender und Sprecher im Hauptausschuss. Von 1987 bis 1994 war Neuling Mitglied des Deutschen Bundestages, zuerst als vom Abgeordnetenhaus gewählter Berliner Abgeordneter mit eingeschränktem Stimmrecht, ab 1990 hatte er dann das Direktmandat des Bundestagswahlkreises Berlin Mitte inne. Im Haushaltsausschuss des Bundestages war er entwicklungspolitischer Sprecher und von 1990 bis November 1991 Vorsitzender des Unterausschusses zur Kontrolle der Treuhandanstalt.
Er war Initiator der Berliner Checkpoint Charlie Stiftung und der Lübecker Stiftung Kind im Blick e.V., bei letzterer sitzt er bis heute im Beirat.

## Aubis und der Berliner Bankenskandal
Die vormalige Aubis (Initiatoren Christian Neuling und Klaus-Hermann Wienhold) hatte Mitte der 1990er-Jahre einen Kredit in Höhe von 500 Mio. DM von der Berlin-Hannoverschen Hypotheken-Bank AG (Berlin Hyp), einer Tochter der Bankgesellschaft Berlin, bekommen, mit dem sie den Kauf von 14.000 Wohnungen in ostdeutschen Plattenbauten zu 100 % finanzierte. Als Aubis dann in finanzielle Schwierigkeiten geraten war, hat sie diese Wohnungen Ende 1999 an die Bankgesellschaft verkauft und diesen Kredit beglichen.
Im Oktober 1995 hatte Wienhold dem damaligen CDU-Fraktionschef und Chef der darlehensgebenden Berlin Hyp Klaus-Rüdiger Landowsky eine Spende für die CDU Berlin in Höhe von 40.000 DM in bar überreicht, von der Neuling erst zur Jahreswende 2000/01 erfuhr. Neuling übernahm im Februar 2001 auf Bitten von Eberhard Diepgen die Verantwortung für 20.000 DM. Diese und weitere Vorgänge brachten den Berliner Bankenskandal 2001 ins Rollen, wobei Neuling durch die Presse gezogen wurde. Als Folge traten Landowsky und Diepgen zurück, der Berliner Senat wurde gestürzt, während der politische Chefankläger Klaus Wowereit Nachfolger Diepgens wurde. Gegen die Verantwortlichen von Aubis und der Bank wurden Ermittlungsverfahren eingeleitet.
So wurde den Aubis-Managern vorgeworfen, dass mit Hilfe des Leipziger Energiedienstleisters Elpag überhöhte Energiepreise zustande gekommen sein sollen, wobei der Bank aufgrund langer mit der Firma geschlossener Vertragslaufzeiten ein Schaden von 15 Mio. Euro gedroht haben soll. Die im Februar 2002 verhafteten Neuling und Wienhold kamen nach Hinterlegung einer Kaution von je 950.000 Euro frei. Das sogenannte „Elpag-Verfahren“ begann im Februar 2004. Das Verfahren gegen Wienhold wurde wegen dessen Verhandlungsunfähigkeit von März 2006 bis Sommer 2007 ausgesetzt, aber seitdem nicht wieder eröffnet. Gegen Neuling wurde das Verfahren im April 2006 nach 78 Verhandlungstagen ebenfalls wegen Verhandlungsunfähigkeit vorläufig und im Juli 2011 endgültig eingestellt, die Kosten wurden der Justizkasse auferlegt. Gegen einen Mitangeklagten erging zwar zunächst im Juni 2006 ein Urteil. Dieses wurde jedoch nach erfolgreicher Revision aufgehoben, da an dem Urteil Richter mitgewirkt hatten, die einen gegen sie gerichteten Befangenheitsantrag zu Unrecht als unzulässig verworfen hatten (§ 338 Nr. 3 StPO).
In einem Verfahren wegen Steuerhinterziehung gegen Neuling und weitere Mitangeklagte wurde er ebenfalls im November 2006 als verhandlungsunfähig bestätigt, zwei Mitangeklagte wurden im Dezember 2006 verurteilt. In einem von Neuling wegen der ihm vorgeworfenen Steuerhinterziehung angestrengten Verfahren stellte das Finanzgericht Berlin-Brandenburg im Januar 2009 hingegen fest, dass eindeutig keine solche vorlag. Das beklagte Finanzamt hat auf eine Revision beim Bundesfinanzhof verzichtet. Das Strafverfahren gegen Neuling wurde im Juli 2011 eingestellt und die Kosten der Justizkasse auferlegt.
Die gegen Neuling geführten Verfahren wurden im ZEITMagazin als „Lehrstück über die Brutalität des öffentlichen Prangers und die manchmal buchstäblich fast tödliche Mischung aus Politik, Justiz und Medien“ kritisiert.

## Werke
- Die Innovation als Investition. Datenbeschaffung und Datengenauigkeit in Forschung und Entwicklung. Berlin 1972 (Diss).